# Puits Z
Le puits Z est l'un des principaux charbonnages de l'unité de production de Provence des Houillères du Bassin du Centre et du Midi, il est implanté à Gardanne dans les Bouches-du-Rhône en région PACA.
Il est exploité de 1986 à 2003 et mesure 878,80 mètres de profondeur. Il est connu pour son très grand chevalement moderne, conservé au début du XXIe siècle.

## Situation avant le fonçage
Le bassin minier de Provence est exploité pour son gisement de lignite de façon artisanale à partir du milieu du XVe siècle et industriellement depuis le début du XIXe siècle. Les Charbonnages de France sont nationalisés en 1946, mais la production du bassin décroit. Entre 1976 et 1979, des réserves sont découvertes vers Gardanne et Meyreuil. En 1980, l'unité d'exploitation de Provence est réorganisée et deux puits doivent être creusés : le puits Z pour l'extraction et le puits Yvon Morandat pour la descente du matériel et du personnel.

## Fonçage
Le fonçage de puits commence en mars 1982 avec un diamètre de 6,5 mètres et se termine en août 1984 à 878,80 mètres de profondeur.

## Installations de surface
Le carreau de la mine s'étend sur trois hectares, il se compose d'un chevalement, du bâtiment de la machine d'extraction, d'un poste électrique, de ventilateurs, d'un concasseur-crible et d'une trémie à stérile. Le charbon est envoyé au lavoir et Meyreuil par bande transporteuse.
Le chevalement est construit par la société FCB (Fives-Cail-Babcock) sur le modèle du puits Staffelfelden des Mines de potasse d'Alsace. Ce chevalement de 66 mètres de haut est de type faux-carré porteur avec deux bigues en poutrelles à caisson. Il possède deux axes de molettes à 51  et   59 mètres de hauteur. Chaque molette possède un diamètre de 4,40 mètres. La recette de surface est étanche, le puits servant au retour d'air.
La machine d'extraction de type koepe quadricâbles synchrone. Le moteur, d'une puissance de 5 480 kW, est construit par la société Alsthom (Alstom depuis 1998) tandis que les ateliers FCB assemblent la poulie koepe de 4,40 mètres.

## Exploitation
Le puits Z est exploité de 1986 à 2003. La remontée du charbon se fait par deux skips d'une charge utile de 32 tonnes chacun. Le guidage se fait par câble et la circulation se fait à une vitesse de 16 m/s. La capacité extractive du site est de 850 tonnes par heure. L'un des deux skips est équipé pour descendre du matériel et du personnel en cas de besoin. Chaque skip est supporté par quatre câbles de 43 mm.

## Reconversion
Les installations sont démantelées en 2004, après la fermeture des mines, excepté le chevalement et le bâtiment de la machine achetés par la ville de Gardanne. La machine d'extraction est vandalisée dans les années 2000 à cause du cuivre qui la compose en grande partie,.